# Heretik
Heretik System, comúnmente Heretik, es un colectivo musical francés de freetekno, considerado uno de los pilares de la escena underground electrónica en Francia. Organizaron multitud de raves por todo el país, particularmente en Isla de Francia, pero también en República Checa e Italia.
Se distinguieron notablemente entre 1999 y 2001 por la organización de free parties (fiestas clandestinas) en la gare de fret de Bercy y en la piscina Molitor, ambas en París. Desde su creación en 1996 hasta la actualidad, Heretik System ha sido anfitrión de cientos de fiestas rave, tanto en clubes como en otros escenarios más espontáneos, llegando a reunir a más de 20.000 personas (Chavannes, 2006).
El colectivo está formado por una veintena de personas: músicos, DJs, organizadores, técnicos de sonido... etc. Combinando organización y producción musical, Heretik ha producido más de cien discos de vinilo y varios CD.

## Historia

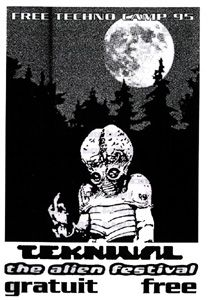
Flyer del teknival de Tarnos (1995).

### Inicios (1996-1999)
El colectivo comenzó como un grupo de amigos de entre 16 y 20 años interesados en pinchar música electrónica. Fueron muy influidos por Spiral Tribe y otros sound systems de la ola de freetekno británica, que en 1993 fueron duramente reprimidos y salieron a la Europa continental para continuar con el movimiento. 
Los miembros de Heretik se conocieron en 1995 durante el teknival de Tarnos, cerca de Bayona (véase también: Cronología de los teknivales en Francia), el cual duró 12 días. A partir de ahí se juntarían en una casa de Aulnay-sous-Bois, adoptarían el nombre del videojuego Heretic y su primera rave se daría en Santeny (Val de Marne). Se informaba de la ubicación de las fiestas clandestinas apenas unas horas a través de un mensaje grabado en una línea telefónica. En 1997 publicaron el casete Foxacram, de estilo acid, y un año más tarde el vinilo Psyk'o Bomb. Varios de ellos pasaron meses en la cárcel por organización ilegal de fiestas, vender entradas falsas de fiestas comerciales, y posesión y tráfico de drogas. Luego además la policía les incautó el sistema de sonido y quemaron todo su catálogo de vinilos. Esto llevó a una situación insostenible para el grupo, hecho que culminó con el suicidio de uno de ellos, Derek, en 1999. Ese mismo año, murieron seis amigos en la casa de Aulnay por inhalación de monóxido de carbono que emitía el generador eléctrico que usaban para sus eventos.

### Reconocimiento (1999-2010)
Estos hechos trágicos marcaron a los componentes de Heretik de por vida, sin embargo resultó en que el grupo se uniera más todavía. Aquí comenzaría su etapa más prolífica, en la que se acercarían a otros estilos como el speedcore o el noisecore. También participarían en míticos teknivales como el teknival de Marigny, y sus seguidores se contaron por miles.
Pincharon en varios espacios de la capital, como la estación de trenes París-Bercy o la piscina municipal abandonada Molitor. Esta construcción de art déco de los años 20, se convirtió en el escenario de las más grandes raves ilegales –llamadas teuf en francés– que se hayan organizado en Francia, hasta 5.000 personas. Se incluyeron actuaciones de acróbatas y tragafuegos. Esta piscina se ubicada en el corazón del elegante arrondissement n.º 16 de París.
Fue entonces cuando el gobierno de Francia comienza a poner atención por esta cuestión, pero en vez de perseguir al movimiento, decide aprobar varios de estos eventos, siempre y cuando las localizaciones fuesen acordadas y monitoreadas por las fuerzas del ministerio del Interior: Fos-sur-Mer en diciembre de 2002, Marigny en mayo de 2003 y Chevannes en julio de 2003. Los colectivos de soundsystems «agradecieron la política de diálogo», pero «dejaron claro que seguirán haciendo fiestas con o sin acuerdo». En febrero de 2007, el colectivo organizó junto con Troubles Fête un evento en el Zénith de París, agotado (casi 7.000 asientos). En esta ocasión, se les reconoce el poder de reunir en una puesta en escena global y sincrónica a todas las disciplinas del mundo tekno: DJs, actuaciones en vivo, VJs, artistas de teatro callejero, artistas de cabaret, light jockeys... etc. En febrero del año siguiente, se realizó otro espectáculo en el Olympia, nuevamente con Troubles Fête y frente a 2.500 personas, bajo el nombre de Grand Magic Tekno Circus.

### Actualidad (2010-)
En 2010, su historia quedó contada en el documental We Had A Dream, dirigido por Damien Raclot-Dauliac.
En 2016, se organizó una gira por Europa para celebrar los 20 años del colectivo, que actuó en lugares como el Dour Festival en Bélgica, el Zénith de Nancy o el Dock des Suds en Marsella entre otros. Sus músicos más famosos, Popof, Nout, Electrobugz, Noisebuilder, KRS, Anes, Split, Broke, Rokette77, Léo, Limka, Jano, Baby, Vito, Slarvy, continúan actuando en festivales electrónicos. 
Los principales activistas continúan participando en la organización de eventos alternativos. Popof, miembro histórico del grupo, es ahora un popular DJ internacional. Además, algunos de los integrantes del grupo manejan sellos de música electrónica más o menos alternativos.

## Discografía
- Foxacram (1997)
- Psyk'o Bomb (1998)
- Power Mode: Full Metal Distortion In Da Area (2001)
- Impénitents et obstinés (2002)
- Tekno Is Beautiful (2003)
- Heretik Live (2004)

- Heretik en Discogs